# Acanthurus maculiceps
Acanthurus maculiceps är en fiskart som först beskrevs av Ahl 1923.  Acanthurus maculiceps ingår i släktet Acanthurus och familjen Acanthuridae. IUCN kategoriserar arten globalt som livskraftig. Inga underarter finns listade i Catalogue of Life.